# Léon Raffin
Pour les articles homonymes, voir Raffin.
Léon César Jean Raffin, né en 1906 et mort en 1996, est un peintre-fresquiste français.

## Biographie
Fils de Marie Reine Clotilde Caillet et du peintre Ferdinand Raffin et élève de son père, Léon Raffin expose régulièrement à Paris au Salon des artistes français, dont il est membre.
En 1933, il reçoit une médaille d'argent ainsi que le prix Eugène-Thirion.
Il épouse Simone Pézieux le 10 juillet 1936 à Paris 16e. Il est le père de Jean-Pierre Raffin.

## Œuvres
Il a travaillé pour le Musée des monuments français  (maintenant Cité de l’architecture et du patrimoine) à des chantiers de dégagement, de préservation, de restauration et de relevés de fresques anciennes en diverses régions de France.
Il a réalisé en outre :
- en 1936 des fresques dans le sanctuaire Notre-Dame de Myans ;
- en 1945 la peinture monumentale : la Visitation ; la visite pastorale de François de Sales à Chainaz dans l'église de Chainaz-les-Frasses[4] ;
- en 1956 et 1957 une fresque représentant plusieurs épisodes de la vie de saint Louis dans la grande salle du château de Chaumont (Oyé)[5].